# Juvincourt-et-Damary
Juvincourt-et-Damary település Franciaországban, Aisne megyében. Lakosainak száma 608 fő (2022. január 1.). Juvincourt-et-Damary Amifontaine, Berrieux, Berry-au-Bac, Condé-sur-Suippe, Corbeny, Goudelancourt-lès-Berrieux, La Ville-aux-Bois-lès-Pontavert és Villeneuve-sur-Aisne községekkel határos.

## Népesség
A település népességének változása:
| Lakosok száma | 467  | 412  | 392  | 444  | 570  | 583  | 599  | 607  | 615  | 608  |
|               | 1968 | 1982 | 1990 | 2006 | 2013 | 2015 | 2017 | 2019 | 2020 | 2022 |